# Gare de Fukuroi
La gare de Fukuroi (袋井駅, Fukuroi-eki) est une gare ferroviaire de la ville de Fukuroi, dans la préfecture de Shizuoka au Japon. La gare est exploitée par la Central Japan Railway Company (JR Central).

## Situation ferroviaire
La gare de Fukuroi est située au point kilométrique (PK) 238,1 de la ligne principale Tōkaidō.

## Historique
La gare a été inaugurée le 16 avril 1889 lors de l'ouverture du tronçon de la ligne principale Tōkaidō entre Shizuoka et Hammamatsu.

## Service des voyageurs

### Accueil
La gare dispose d'un bâtiment voyageurs, avec guichets, ouvert tous les jours.

### Desserte
- Ligne principale Tōkaidō :
  - voie 2 : direction Kakegawa et Shizuoka
  - voie 3 : direction Hamamatsu et Toyohashi